# رازدول
رازدول (به بلغاری: Razdol) یک منطقهٔ مسکونی در بلغارستان است که در استان بلاگووگراد واقع شده‌است.